# Chrysichthys stappersii
Chrysichthys stappersii és una espècie de peix de la família dels claroteids i de l'ordre dels siluriformes.

## Morfologia
Els mascles poden assolir els 45 cm de llargària total.

## Alimentació
Menja crancs, peixos i carronya.

## Distribució geogràfica
Es troba a Àfrica: llac Tanganyika (sobretot la part meridional).